# Dom zu Göteborg

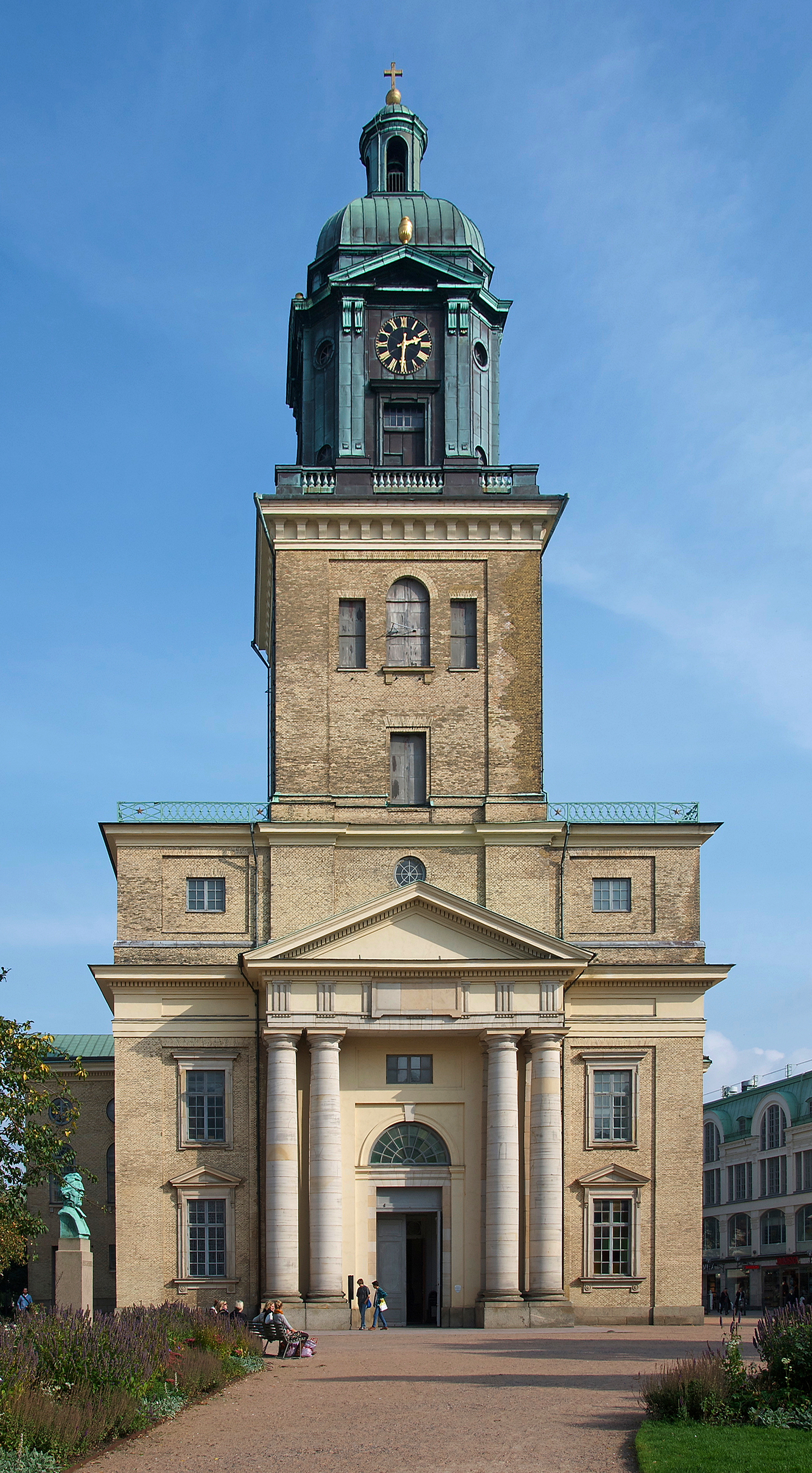
Göteborger Dom

Der Dom zu Göteborg (schwedisch: Göteborgs domkyrka oder Gustavi domkyrka) liegt im Zentrum der schwedischen Stadt Göteborg. Es ist die dritte Kathedrale an gleicher Stelle. Die erste wurde 1633 zu Ehren von König Gustav II. Adolf eingeweiht, der ein Jahr zuvor in der Schlacht bei Lützen gefallen war. Sie ist Bischofskirche des Bistums Göteborg.

## Gebäude und Domvorplatz
Die ersten beiden Kirchen fielen in den Jahren 1721 und 1802 Stadtbränden zum Opfer. Nach dem letzten Brand erhielt der Architekt Carl Wilhelm Carlberg den Auftrag einen neuen Dom zu entwerfen. Mit den Arbeiten am Dom wurde 1804 begonnen. Die Fundamente der alten Kirche konnten benutzt werden, aber nicht alle Teile des heutigen Doms entsprechen dem alten Grundriss. Da Carl Wilhelm Carlberg ein Jahr vor der Einweihung verstarb, wurde das Gebäude von seinem Schüler Justus F. Weinberg vollendet. Bei der Einweihung am 21. Mai 1815 durch Bischof Johan Wingård war der Dom jedoch noch nicht fertiggestellt, es fehlte der Kirchturm. Dieser wurde 1825 eingeweiht, jedoch dauerten die letzten Bauarbeiten am Turm noch weitere zwei Jahre an.
Der Dom wurde mehrmals restauriert, 1904, 1954 bis 1957, 1983 bis 1985 und 2013 bis 2015. Die letzten Renovierungen dienten in erster Linie dazu die Barrierefreiheit sowie die Außenansicht des Gebäudes zu verbessern. Zudem entstanden aber auch moderne Arbeitsräume für Diakonie und Musiker im Turm des Doms. Mittlerweile liegt die Sakristei in der Nordkapelle, im südlichen Querschiff gibt es eine „Kinderkathedrale“. Der neuklassizistische Stil des Innenraums wurde während der Renovierungen verstärkt. Die Halbsäulen des Chors sind aus Holz, jedoch marmoriert, sodass für den Betrachter der Eindruck entsteht es handle sich um Steinsäulen.
Der Domvorplatz wurde bis Ende des 18. Jahrhunderts als Friedhof genutzt. Mittlerweile befindet sich um die Kirche eine Parkanlage. Auf dem Domplatz befindet sich eine Büste des früheren Dompropstes Peter Wieselgren, dieser war engagierter Vertreter gegen Alkohol und setzte sich dafür ein, dass auch Mittellose am Gottesdienst teilnehmen konnten. Zu seinen Zeiten war es üblich,  für den Kirchgang eine eigene Kirchenbank anzumieten.
Vor dem Dom, an der Västra Hamngatan, steht der Dombrunnen. Er ist es einer der ältesten Trinkwasserbrunnen der Stadt und führt auch heute noch Wasser, von dem Passanten eingeladen sind zu trinken.

### Inventar
Im Turm hängen vier Kirchenglocken, die gemeinsame mit dem Uhrwerk 15,5 Tonnen wiegen, so viel wie kein anderer Kirchturm in Schweden trägt. Die Sonntagsglocke stammt von 1815, auf ihr befindet sich eine Inschrift von Johan Olov Wallin. Die Inschrift beginnt die mit dem Worten: „Komme in einen Raum, in dem der Herr angebetet wird. Er ist heilig, er ist das Himmelstor.“
Zum Inventar gehören zwei Kirchenleuchter aus dem Jahr 1683. Das Kirchensilber stammt aus dem 17. Jahrhundert und wird heute noch verwendet. Es besteht aus einer Dose für Oblaten, einem Kelch sowie dem Taufbecken, die die Brände überlebt haben. Zum weiteren Inventar gehört ein Bischofsmantel von 1751 aus französischer Brokatseide, den König Adolf Friedrich anlässlich seiner Krönung in Auftrag gab. Darüber hinaus befinden sich im Dom noch einige ältere Messgewänder, unter anderem zwei aus dem Jahr 1790, die aus rotem Samt mit Goldstickereien gefertigt sind.

### Orgel

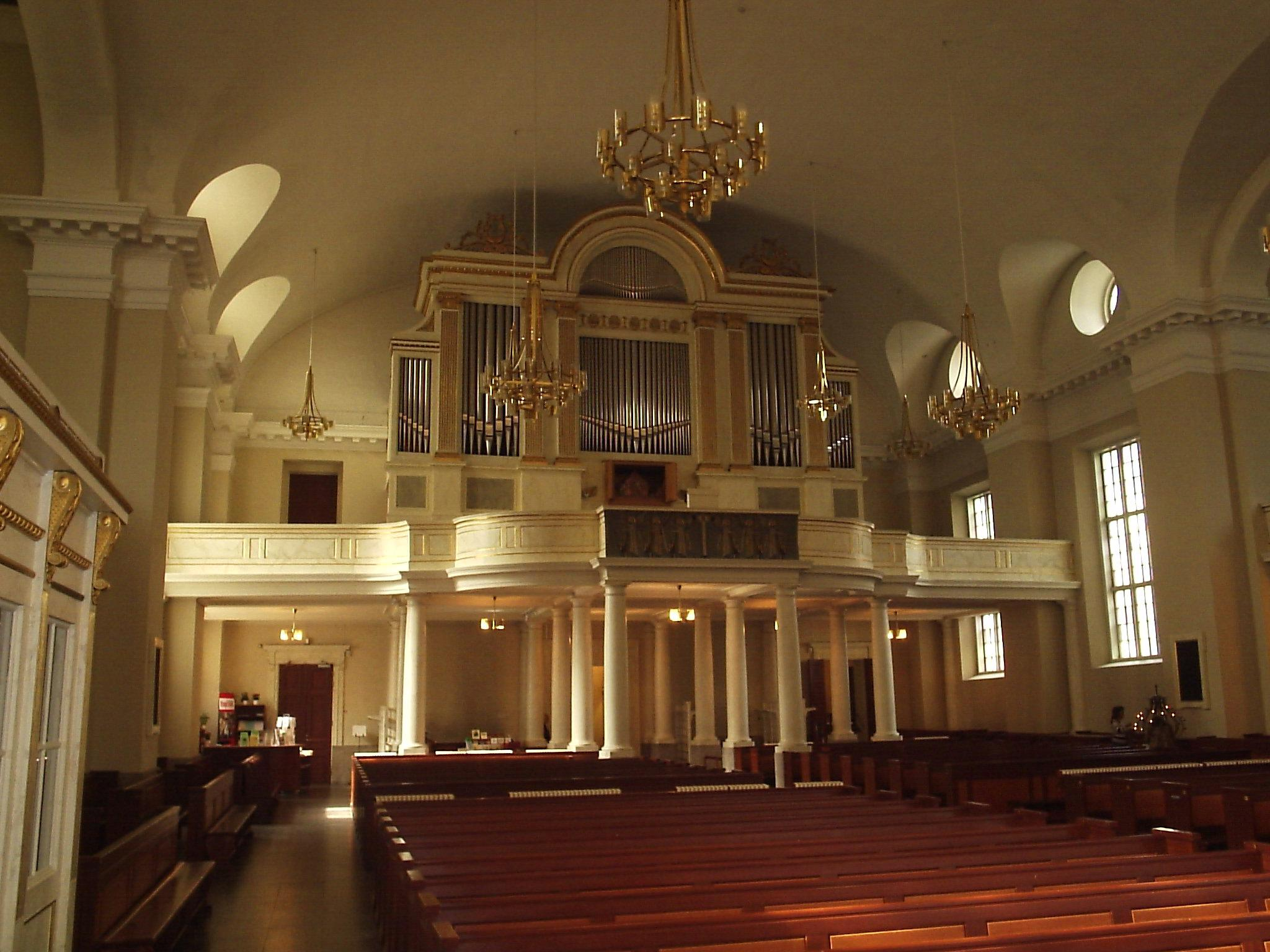
Blick auf die Orgel

Die Orgel wurde 1962 von der Orgelbaufirma Magnussons Orgelbyggeri errichtet. Das Instrument befindet sich in einem historischen Orgelgehäuse aus dem Jahr 1633. Es hat 46 Register auf drei Manualen und Pedal.
| I Hauptwerk C–g3 |       |
| Kvintadena       | 16′   |
| Principal        | 8′    |
| Koppelflöjt      | 8′    |
| Oktava           | 4′    |
| Spetsflöjt       | 4′    |
| Rörkvint         | 2 ⁄3′ |
| Oktava           | 2′    |
| Mollters         |       |
| Mixtur IV        |       |
| Trumpet          | 8′    |
| Clarion          | 4′    |

| II Schwellwerk C–g3 |        |
| Harfenprincipal     | 8′     |
| Rörflöjt            | 8′     |
| Principal           | 4′     |
| Blockflöjt          | 4′     |
| Nasard              | 2 ⁄3′  |
| Waldflöjt           | 2′     |
| Hålters             | 1 3⁄5′ |
| Septima             | 1 ⁄7′  |
| Piccolo             | 1′     |
| Cornett comp V      |        |
| Scharf IV           |        |
| Dulcian             | 16′    |
| Rörskalmeja         | 8′     |
| Tremulant           |        |

| III Brustwerk C–g3 |       |
| Trägedakt          | 8′    |
| Rörflöjt           | 4′    |
| Principal          | 2′    |
| Täckflöjt          | 2′    |
| Sifflöjt           | 1 ⁄3′ |
| Ters               | 4⁄5′  |
| Cymbel II          |       |
| Krumhorn           | 8′    |
| Regal              | 4′    |
| Tremulant          |       |

| Pedalwerk C–f1 |        |
| Principal      | 16′    |
| Subbas         | 16′    |
| Oktava         | 8′     |
| Metallgedakt   | 8′     |
| Pommer         | 5 1⁄3′ |
| Oktava         | 4′     |
| Rörpipa        | 4′     |
| Nachthorn      | 2′     |
| Mixtur IV      |        |
| Fagott         | 32′    |
| Basun          | 16′    |
| Trumpet        | 8′     |
| Trumpet        | 4′     |

## Vorfall am 3. Oktober 2017
Am 3. Oktober 2017 geriet ein Mann im Eingangsbereich des Doms in Brand und wurde schwer verletzt; das Feuer konnte schnell gelöscht werden, nachdem es auf das Gebäude übergegriffen hatte. Die näheren Umstände konnten nicht geklärt werden.